# 1769 Carlostorres
1769 Carlostorres eller 1966 QP är en asteroid i huvudbältet som upptäcktes den 25 augusti 1966 av den chilenske astronomen Zenón M. Pereyra vid Observatorio Astronómico de Córdoba. Den har fått sitt namn efter de båda astronomerna Carlos G. Torres och Carlos R. Torres.
Asteroiden har en diameter på ungefär 5 kilometer.